# Циклопентадиенил(трибутил)олово
Циклопентадиенил(трибутил)олово — металлоорганическое
сэндвичевое комплексное соединение
олова и циклопентадиена
с формулой Sn(C5H5)(C4H9)3,
бледно-жёлтая жидкость.

## Получение
- Реакция циклопентадиенилнатрия и хлортрибутилолова:

{\displaystyle {\mathsf {Sn(C_{4}H_{9})_{3}Cl+NaC_{5}H_{5}\ {\xrightarrow {50-70^{o}C}}\ Sn(C_{5}H_{5})(C_{4}H_{9})_{3}+NaCl}}}

## Физические свойства
Циклопентадиенил(трибутил)олово образует бледно-жёлтую маслянистую жидкость с характерным запахом, 
устойчиво в инертной атмосфере.
На воздухе быстро осмоляется и меняет цвет.